# Bitwa pod Ngasaunggyan
Bitwa pod Ngasaunggyan (1277) – stoczona pomiędzy armiami królestwa Paganu i imperium mongolskiego zakończyła się klęską wojsk birmańskich, czyli królestwa Paganu.
Bitwa ta zapoczątkowała serię najazdów mongolskich na królestwo Paganu, które doprowadziły ostatecznie do jego upadku w 1287 roku.

## Tło konfliktu
W 1271 roku cesarz Chin i władca imperium mongolskiego Kubilaj-chan poinstruował swojego wicekróla w Junnanie, by zażądał od królestwa Paganu daniny, jaką wcześniej płacili Chinom poprzednicy Narathihapatego. Król nie tylko nie przystał na to żądanie, ale odmówił nawet przyjęcia mongolskiego poselstwa. Po dwóch latach mongolskie żądania zostały ponowione i poparte groźbą wojny w razie ich odrzucenia. Narathihapate nie tylko po raz kolejny odmówił, ale nakazał również stracenie wszystkich posłów. W 1277 Birmańczycy zaatakowali państewko Kaungai (dzisiejszy powiat Yingjiang w Junnanie, 112 km na północ od Banmaw) w odpowiedzi na podporządkowanie się jego władcy Chinom. Ten zwrócił się o ochronę do Kubilaj-chana, a cesarz wydał zgodę na zbrojną interwencję.

## Siły przeciwników

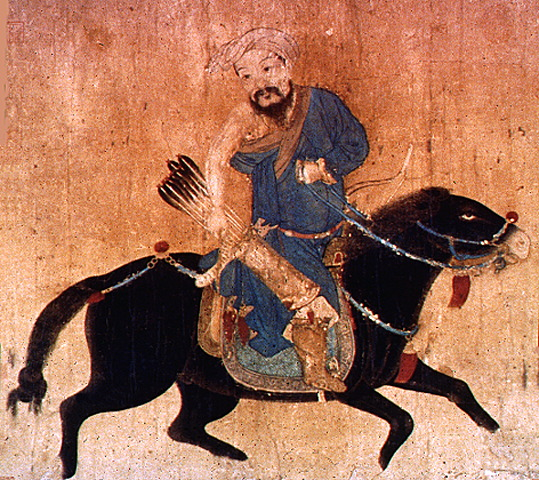
Mongolski jeździec

Armia królestwa Paganu liczyła od 40 do 60 tysięcy żołnierzy, w tym 10 tysięcy konnych, oraz 800 słoni bojowych (według niektórych źródeł żołnierzy było 20 tysięcy, a słoni bojowych 80-200, podczas gdy Marco Polo wspomina w swojej relacji nawet o 2 tysiącach tych zwierząt). Według niektórych historyków liczby te mogą być mocno przesadzone przez mongolskich świadków chcących podkreślić chwałę swojej armii odnoszącej zwycięstwo nad znacznie liczniejszym przeciwnikiem.
Dowodzone przez Khudu (formalnym dowódcą wojska był gubernator Junnanu Nasir al-Din, który jednak nie wziął udziału w samej bitwie) siły mongolskie liczyły 12 tysięcy ludzi, głównie jeźdźców. Jej najbardziej wartościowym elementem byli muzułmańscy jeźdźcy pochodzenia tureckiego. Resztę armii stanowili szańscy poborowi z chińskich państw Szanów.

## Przebieg bitwy

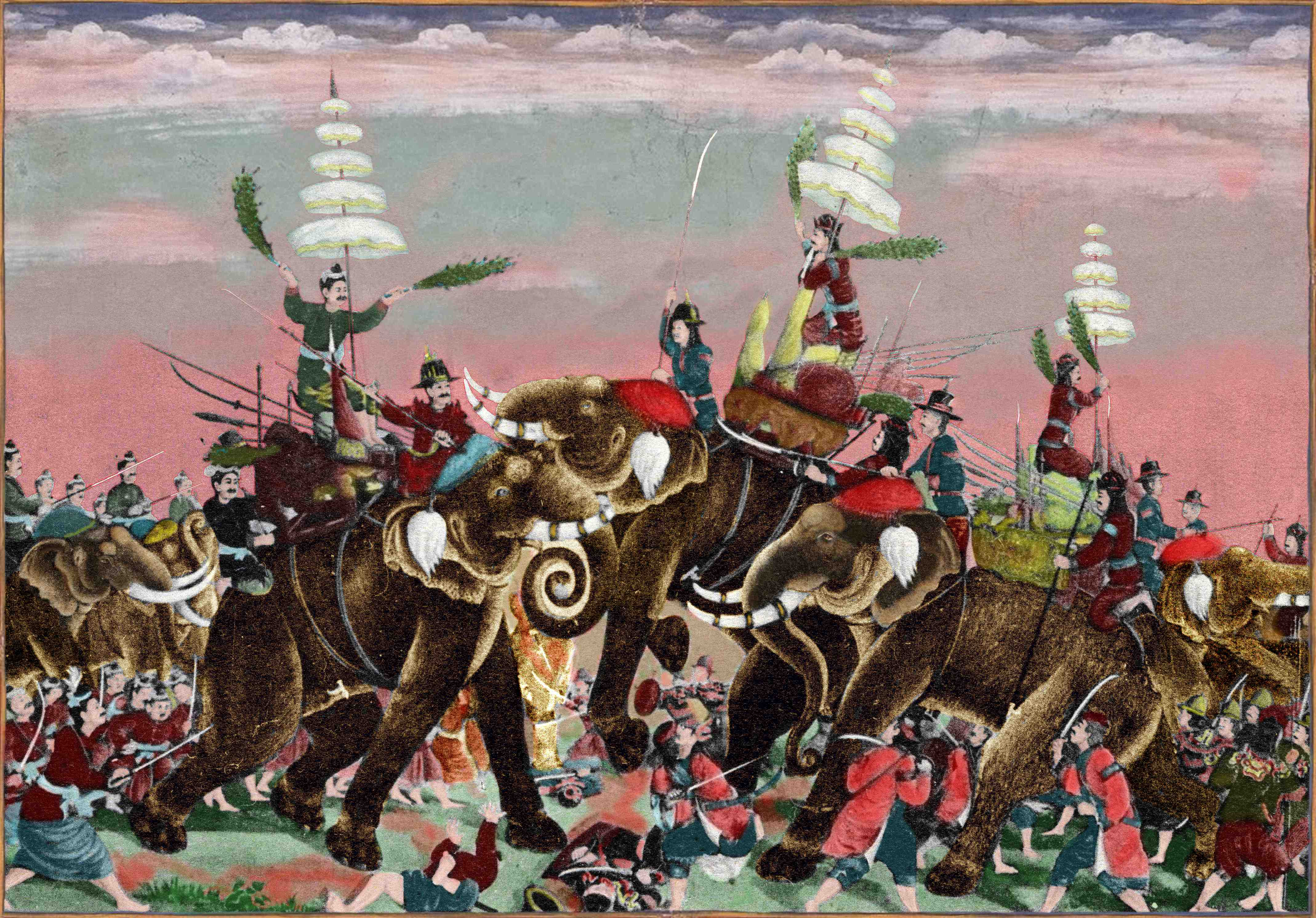
Walka słoni bojowych (syjamska grafika z XVII/XVIII w.)

Obydwie armie spotkały się pod Ngasaunggyan, ok. 100 km od Banmaw. Ponieważ mongolskie konie przestraszył widok słoni bojowych, dowódca spieszył całą jazdę i ustawił w szyku na skraju pobliskiej dżungli. Naprzeciw stanęła armia birmańska ze słoniami bojowymi przed frontem wojsk. Gdy rozpoczęło się birmańskie natarcie, słonie zostały zasypane gradem płonących strzał. Mongolskie kompozytowe łuki i metalowe groty strzał zapewniały pociskom znaczną głębokość penetracji skóry słoni, większą od tej, do jakiej one nawykły. Spowodowało to panikę wśród zwierząt, które rzuciły się do ucieczki tratując własną piechotę, jednak siły birmańskie atakowały dalej i na skraju dżungli rozgorzała zażarta walka. Nieznany jest powód, dla którego Birmańczycy rozpoczęli w pewnym momencie odwrót. Widząc to, Mongołowie dosiedli koni i rozpoczęli szarżę na wycofujących się, zadając im duże straty i ścigając aż do Kaungzin w dolinie rzeki Banmaw.

## Skutki bitwy
Dla Mongołów bitwa pod Ngasaunggyan była jednym z licznych konfliktów granicznych, w który włączyły się jedynie lokalne władze w Junnanie i który prowadzony był siłami miejscowego garnizonu bez angażowania najwyższego dowództwa imperium. Zajęcie terytorium królestwa Paganu nie było intencją Kubilaj-chana. W swoim Opisaniu świata Marco Polo twierdzi, że podczas bitwy siły mongolskie zdobyły 200 słoni, które od tego czasu zaczęły być używane przez armię mongolską.
Dla osłabionego ekonomicznie królestwa Paganu bitwa ta oraz seria następujących po niej mongolskich najazdów okazały się tragiczne w skutkach, prowadząc ostatecznie do jego upadku w 1287.